# Frederik Henri Alexander Sabron

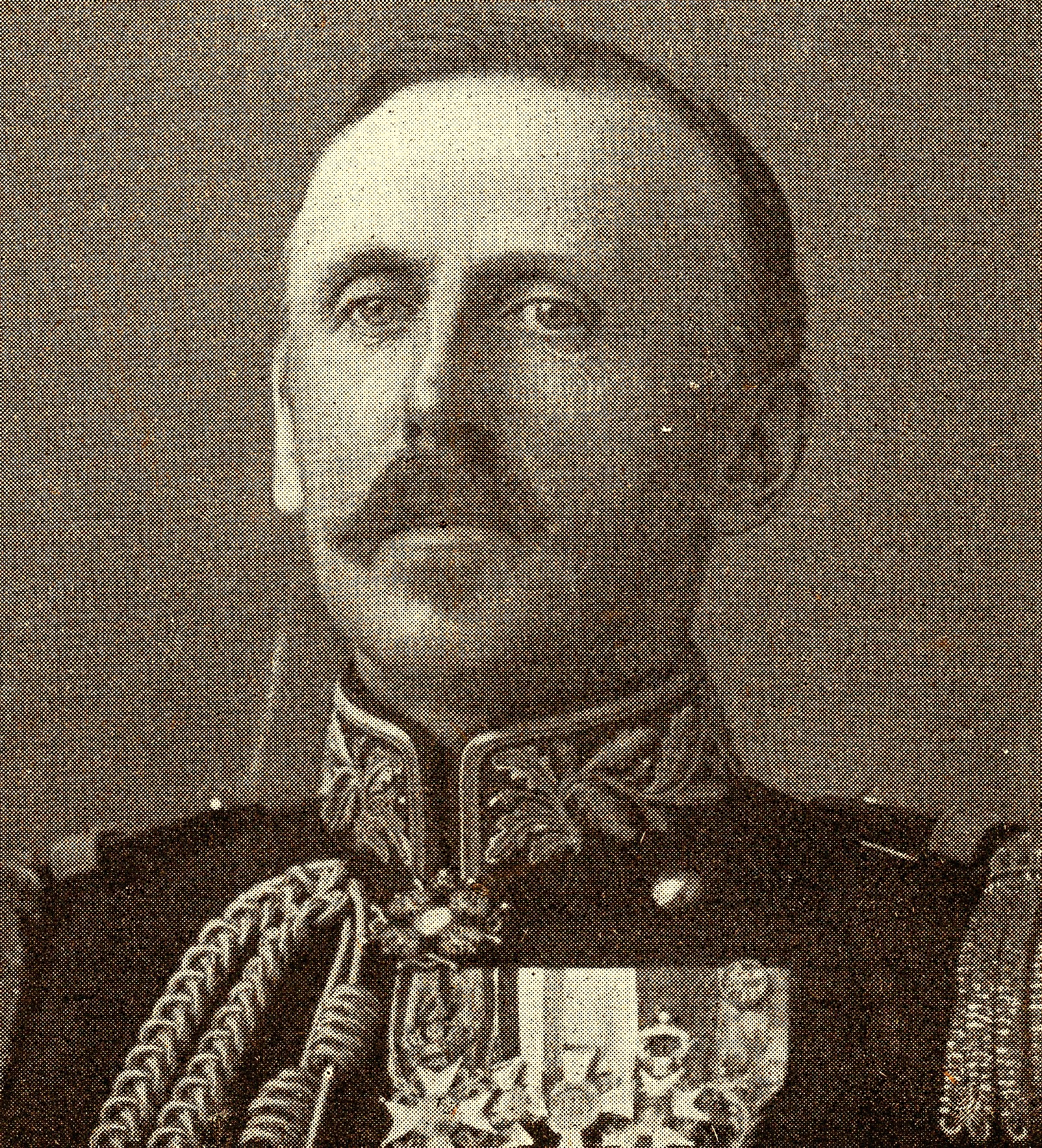
Frederik Henri Alexander Sabron. Bron: Prins der Geïllustreerde Bladen. 1905

Frederik Henri Alexander Sabron (Utrecht, 17 mei 1849 – aldaar, 3 mei 1916) was een Nederlands militair, historicus en politicus.
Sabron groeide op in Schoonhoven als zoon van een muziekleraar. Aanvankelijk wilde hij geneeskunde studeren, maar meldde zich in 1866 aan bij de Koninklijke Militaire Academie in Breda. Hij werd officier bij de infanterie en klom op tot chef van de Generale Staf. Sabron  specialiseerde zich op krijgsgeschiedenis, vanwege een voorvader, die in het leger van Napoleon had gediend. Sabron werd francofiel; hij stuurde zijn publicaties op naar Gabriel Hanotaux, die ook over Napoleon publiceerde en hem vervolgens benoemde tot 'Officier de l'Instruction publique'. In oktober 1900 werd hij gouverneur van de KMA. Sinds 1903 was Sabron adjudant in buitengewone dienst van koningin Wilhelmina.
In 1908 werd hij Minister van Oorlog in het rechtse kabinet-Heemskerk. Sabron verbeterde de oefening van dienstplichtigen en kwam met plannen voor verbetering van de kustverdediging. Hij kon die echter niet voltooien, omdat hij vanwege gezondheidsredenen (Sabron had t.b.c.) moest aftreden.

## Werken
- De Oorlog van 1794-95 op het grondgebied van de Republiek der Vereenigde Nederlanden. Bewerkt onder toezicht van den chef van den generalen staf. (1892)
- Geschiedenis van het 124ste regiment Infanterie van linie onder Keizer Napoleon I (1898)
- De Kozakken in de Betuwe 1814 (1900)
- De vesting Gorinchem van November 1813 tot Maart 1814
- Memorie betreffende de uitreiking, vernieuwing en inlevering van vaandels en standaarden bij het Nederlandsche leger sedert 1813 (1902)
- De Blokkade van Delfzijl in 1813-14. Bewerkt onder toezicht van den Chef van den Generalen Staf (1906)
- Geschiedenis van het 33e regiment Lichte Infanterie (het Oud-Hollandsche 3e regiment Jagers) onder Keizer Napoleon I (Breda 1910).
- De blokkade van Grave in 1813-1814, met kaarten. en bijlagen (1912)
- De Militaire Willems Orde. Geschiedenis van haar ontstaan, met aantekeningen bij de wet en het Reglement van de Orde. Naar officiële bescheiden bewerkt. De Koninklijke Militaire Academie. Nr. 541. Den Haag. (1912)
- Voorbereiding van den troep tot de oorlogvoering in polderland (1915)